# Club Bàsquet Cornellà
El Club Bàsquet Cornellà es un club de baloncesto de la ciudad de Cornellá de Llobregat (Barcelona, España). Está integrado en la Federación Catalana de Baloncesto y Federación Española de Baloncesto. Actualmente, temporada 2024-2025, cuenta con 30 equipos federados compitiendo en las ligas de la Federación Catalana de Baloncesto, algunos de ellos en categoría preferente, la máxima autonómica. El primer equipo masculino compite en la Super Copa, mientras que el primer equipo femenino compite en Primera Catalana.

## Denominaciones
- C.B. Cornellà (-1994)
- Llobregat Centre Cornellà (1994-2002)
- WTC Almeda Park Cornellà (2002-2003)
- WTC Cornellà (2003-2008)
- WTC Almeda Park Cornellà (2008-2009)
- C.B. Cornellà (2009-2025)

## Trayectoria
| Temporada | Nivel | División     | Pos. | Postemporada                    | TR    | PO       | Copa       | Copa |
| --------- | ----- | ------------ | ---- | ------------------------------- | ----- | -------- | ---------- | ---- |
| 1992-93   | 2     | 1.ª División | 1.º  | Grupo B2/Final (1.º)            | 27-3  | 13-5     | –          | –    |
| 1993-94   | 2     | 1.ª División | 11.º | 13.º                            | 12-18 | –        | –          | –    |
| 1994-95   | 4     | Liga EBA     | 2.º  | Semifinal (4.º)                 | 17-9  | 7-5      | –          | –    |
| 1995-96   | 4     | Liga EBA     | 1.º  | Semifinal (3.º)                 | 23-7  | (2-0)5-3 | –          | –    |
| 1996-97   | 4     | Liga EBA     | 2.º  | Final (2.º)                     | –     | 5-1      | –          | –    |
| 1997-98   | 4     | Liga EBA     | 4.º  | Octavos final                   | 16-10 | (2-0)2-3 | –          | –    |
| 1998-99   | 4     | Liga EBA     | 1.º  | Cuartos final (8.º)             | 22-8  | 0-1      | Copa EBA   | C    |
| 1999-00   | 4     | Liga EBA     | 1.º  | Final (1.º)/ Ascenso            | 22-4  | 3-0      | Copa EBA   | C    |
| 2000-01   | 3     | LEB 2        | 4.º  | Final (1.º)/ Ascenso            | 19-11 | 7-4      | Copa LEB 2 | SC   |
| 2001-02   | 2     | LEB          | 16.º | PO permanencia (16.º)/ Descenso | 8-22  | 0-3      | –          | –    |
| 2002-03   | 3     | LEB 2        | 8.º  | Cuartos final (8.º)             | 15-15 | 2-3      | –          | –    |
| 2003-04   | 3     | LEB 2        | 9.º  | –                               | 11-15 | –        | –          | –    |
| 2004-05   | 3     | LEB 2        | 9.º  | –                               | 14-16 | –        | –          | –    |
| 2005-06   | 3     | LEB 2        | 3.º  | Semifinal (3.º)                 | 20-10 | 3-4      | –          | –    |
| 2006-07   | 3     | LEB 2        | 11.º | –                               | 15-19 | –        | –          | –    |
| 2007-08   | 3     | LEB Plata    | 15.º | –                               | 11-23 | –        | –          | –    |
| 2008-09   | 3     | LEB Plata    | 5.º  | Final (2.º)/ Ascenso            | 18-12 | 5-1      | –          | –    |
| 2009-10   | 2     | LEB Oro      | 17.º | PO permanencia (17.º)/ Descenso | 10-24 | 1-3      | –          | –    |
| 2010-11   | 4     | Liga EBA     | 3.º  | Octavos final (15.º)            | 18-12 | 0-2      | –          | –    |
| 2011-12   | 4     | Liga EBA     | 12.º | –                               | 12-16 | –        | –          | –    |
| 2012-13   | 4     | Liga EBA     | 7.º  | –                               | 16-14 | –        | –          | –    |
| 2013-14   | 4     | Liga EBA     | 7.º  | –                               | 9-11  | –        | –          | –    |
| 2014-15   | 4     | Liga EBA     | 12.º | [ 4 ]                           | 9-17  | –        | –          | –    |
| 2015-16   | 4     | Liga EBA     | 10.º | –                               | 12-16 | –        | –          | –    |
| 2016-17   | 4     | Liga EBA     | 7.º  | –                               | 13-13 | –        | –          | –    |
| 2017-18   | 4     | Liga EBA     | 7.º  | –                               | 14-12 | –        | –          | –    |
| 2018-19   | 4     | Liga EBA     | 9.º  | –                               | 11-15 | –        | –          | –    |
| 2019-20   | 4     | Liga EBA     | 7.º  | Ascenso                         | 12-9  | –        | –          | –    |
| 2020-21   | 3     | LEB Plata    | 13.º | [ 7 ]                           | 8-18  | –        | –          | –    |
| 2021-22   | 3     | LEB Plata    | 9.º  | –                               | 12-14 | –        | –          | –    |
| 2022-23   | 3     | LEB Plata    | 6.º  | Octavos final (13.º) / Descenso | 14-12 | 0-2      | –          | –    |
| 2023-24   | 4     | Liga EBA     | 13.º | Descenso                        | 8-18  | –        | –          | –    |
| 2024-25   | 5     | Super Copa   | 3.º  | Final A4 (3.º)                  | 17-9  | 1-1      | –          | –    |